# هناك أكثر من طريقة للقيام بذلك
هناك أكثر من طريقة للقيام بذلك There's more than one way to do it (TMTOWTDI أو TIMTOWTDI ، تنطق Tim Toady) هي شعار برمجة بيرل. تم تصميم اللغة مع وضع هذه الفكرة في الاعتبار، من حيث أنها «لا تحاول إخبار المبرمج بكيفية البرمجة». كما يجادل أنصار هذا الشعار، فإن هذه الفلسفة تجعل من السهل كتابة عبارات موجزة مثل 
```
print
 
if
 
1
..
3
 
or
 
/match/

```

 أو الأكثر تقليدية 
```
if
 
(
1
..
3
 
or
 
/match/
)
 
{
 
print
 
}

```

 أو حتى المطوّل: 
```
use
 
English
;

if
 
(
$INPUT_LINE_NUMBER
 
>=
 
1
 
and
 
$INPUT_LINE_NUMBER
 
<=
 
3
 
or
 
$ARG
 
=~
 
m/match/
)
 
{

  
print
 
$ARG
;

}

```

 تمت مناقشة هذا الشعار كثيرًا في مجتمع بيرل، وامتدت في نهاية المطاف إلى أن تصبح هناك أكثر من طريقة للقيام بذلك، ولكن في بعض الأحيان لا يكون الاتساق أمرًا سيئًا أيضًا (TIMTOWTDIBSCINABTE ، تلفظ حالياً Tim Toady Bicarbonate).
في المقابل، جزء من زن البايثون هو، «يجب أن يكون هناك طريقة واحدة - ويفضل واحدة فقط -أي طريقة واضحة للقيام بذلك.» ("There should be one — and preferably only one — obvious way to do it.")

## روابط خارجية
- بيرل، أول لغة كمبيوتر ما بعد الحداثة بواسطة لاري وول
- هناك أكثر من طريقة للقيام بذلك على ويكي ويكي
- تم إصدار Perl 6، الأخت الصغيرة لـ Perl 5 في يوم عيد الميلاد، 2015، بواسطة Larry Wall ومجتمع Perl 6.